# Slaget om Bogside (film)
Slaget om Bogside (Battle of the Bogside) är en dokumentärfilm från 2004. Filmen vann "bästa dokumentär" i irländska tv-galan.

## Handling
Den handlar om Slaget om Bogside i Derry, Nordirland som utspelade sig mellan 12 och 15 augusti 1969. Det var en viktig händelse i Konflikten i Nordirland. Gatukravaller i staden inträffade mellan nationalister och unionister och polis.

## Personer som intervjuades
- Sir Kenneth Bloomfield
- James Callaghan
- Gregory Campbell
- Bernadette McAliskey
- Nell McCafferty
- Eamonn McCann
- Brendan McCarthy
- Martin McGuinness
- Alastair Simpson